# Jacopo Fazzini
Jacopo Fazzini, né le 16 mars 2003 à Massa en Italie, est un footballeur italien qui évolue au poste de milieu central à l'ACF Fiorentina.

## Biographie

### En club
Né à Massa en Italie, Jacopo Fazzini commence le football dans le club de Capezzano. Il est ensuite repéré par l'Empoli FC, qu'il rejoint en 2017 et où il poursuit sa formation. Avec l'équipe des moins de 19 ans du club, il est sacré champion d'Italie de la catégorie en 2019. Il participe à la finale face aux jeunes de l'Inter Milan (score final 4-3 pour Empoli).
Jacopo Fazzini joue son premier match en professionnel le 19 janvier 2022, à l'occasion d'une rencontre de coupe d'Italie contre l'Inter Milan. Il entre en jeu à la place de Szymon Żurkowski et son équipe s'incline par trois buts à deux après prolongations ce jour-là,.
Fazzini est véritablement intégré à l'équipe première au début de la saison 2022-2023, le nouvel entraîneur d'Empoli, Paolo Zanetti, comptant davantage s'appuyer sur des jeunes joueurs lui donne sa chance durant les matchs amicaux de présaison. Le 14 août 2022, lors de la première journée de championnat, Fazzini fait sa première apparition dans l'élite du football italien, contre la Spezia Calcio. Il entre en jeu à la place de Filippo Bandinelli et son équipe s'incline par un but à zéro,.

### En sélection
Jacopo Fazzini représente l'équipe d'Italie des moins de 19 ans. Avec cette sélection il est retenu pour participer au championnat d'Europe des moins de 19 ans en 2022. Lors de ce tournoi il joue deux matchs, dont un comme titulaire. Son équipe s'incline en demi-finale contre l'Angleterre (2-1 score final).
Fazzini joue son premier match avec l'équipe d'Italie espoirs le 12 septembre 2023, en entrant en jeu à la place de Tommaso Baldanzi contre la Turquie (victoire 0-2 des jeunes Italiens.